# Noël Gaussail
Noël-Mathieu-Marie-Victor Gaussail, né le 24 décembre 1825 à Beaupuy (Tarn-et-Garonne) et mort le 17 février 1899 à Perpignan (Pyrénées-Orientales), est un évêque catholique français. Il est évêque d'Oran puis de Perpignan.

## Biographie

### Prêtre
Noël Gaussail fait ses études au petit et au grand séminaire de Toulouse et est ordonné prêtre le 19 mars 1852. C'est à l'initiative de Billard, missionnaire du Calvaire, chargé par Louis-Antoine-Augustin Pavy, archevêque d'Alger, de recruter des prêtres pour son Église, que le jeune Gaussail se rend en Afrique du Nord.
Nommé successivement vicaire à Notre-Dame des Victoires d'Alger (1852) puis curé à Hussein-Dey, banlieue d'Alger (1853), il devient, la même année, curé de Mascara, alors importante subdivision militaire.
En 1863 l'évêque d'Alger le nomme curé-archiprêtre de Philippeville (actuellement Skikda), en Algérie. Il y exerce son ministère durant une vingtaine d'années.

### Évêque d'Oran
Son zèle pastoral le fait remarquer par le cardinal Charles Martial Lavigerie qui lui propose l'évêché d'Oran. Sa nomination à ce siège est avalisée par le garde des Sceaux, ministre de la Justice et des Cultes, Félix Martin-Feuillée, le 10 janvier 1884, en remplacement de Pierre-Marie-Étienne-Gustave Ardin, transféré au siège de La Rochelle.
Noël Gaussail reste deux années seulement  à Oran. Il y appelle les Petites Sœurs des pauvres. De même, sous son épiscopat, l'abbé Cata, vicaire à Oran, fait venir d'Espagne les  sœurs thérésiennes pour s'occuper des orphelines des immigrés espagnols.

### Évêque de Perpignan
Gaussail est transféré sur le siège épiscopal de Perpignan, le 10 juin 1886 et est intronisé le 21 juillet suivant. C'est durant son épiscopat que se tient un synode diocésain (27-29 septembre 1896) qui fixe la discipline ecclésiastique dans le diocèse. Il est aussi à l'initiative de la restauration du maître-autel de la cathédrale dont il supporte seul les frais. Il fait également paraître un catéchisme en catalan en 1898.
Il meurt à Perpignan, dans son palais épiscopal, dans la nuit du 16 au 17 février 1899 à minuit vingt. Ses obsèques ont lieu le 21 février. Son caveau se trouve dans la chapelle du Saint-Sacrement de la cathédrale Saint-Jean-Baptiste de Perpignan.
Gaussail jouissait de l'estime générale du clergé d'Algérie. Il avait un frère qui était curé de la paroisse Saint-Exupère de Toulouse.

## Armes
Écartelé : au 1er et 4ème, de gueules au pélican d'argent sur son aire au naturel, nourrissant ses petits du second émail, au nombre de trois; au 2ème et au 3ème, d'azur à une clef d'argent accompagnée de trois abeilles d'or posées 1 et 2; à la croix d'or brochant sur l'écartelé.